# Emanuel Insúa
Emanuel Mariano Insúa Zapata (10 de abril de 1991, Buenos Aires, Argentina) es un futbolista argentino. Juega como defensor lateral y su equipo actual es el Racing Ferrol de la Segunda División de España. Es hermano del exfutbolista Emiliano Insúa.

## Trayectoria
Pasó de las inferiores de Boca a la primera división en julio de 2011 para hacer la pretemporada con el club en Brasil. El 25 de abril de 2012 hizo su debut oficial en el Xeneize frente a Olimpo de Bahía Blanca por la Copa Argentina, en un encuentro en el que Boca Juniors vencería por penales luego de igualar 1 a 1. Con Julio César Falcioni como director técnico, Boca finalmente ganaría la Copa en agosto de ese mismo año. Posteriormente Insúa fue titular contra Racing Club, en condición de visitante. En la siguiente temporada, con el objetivo de que sumara experiencia y minutos de juego, fue cedido a préstamo a Godoy Cruz de Mendoza por un año, donde tuvo grandes actuaciones y se afianzó como titular. En total, jugó 34 partidos y marcó un tanto. 
En su regreso a Boca Juniors para la temporada 2012/13, se afianzó como titular. No obstante, unos días después de haber convertido su primer gol, sufrió una espondilosis lumbar que lo dejó fuera de competencia por 75 días, regresando al once titular el 1.º de diciembre frente a Lanús en la fecha 18 del Torneo Inicial 2014. Arrancó el Torneo Final 2014 por detrás del juvenil Nahuel Zárate, al que le quitaría la titularidad rápidamente, transformándose nuevamente en el lateral izquierdo del equipo. El 26 de julio de 2014, por los dieciseisavos de final de la Copa Argentina ante Huracán, sufrió un desgarro en el gemelo derecho que le haría perderse las cinco primeras fechas del Torneo de Transcicion 2014. Volvió a jugar en la fecha 6, contra Olimpo, ingresando desde el banco en reemplazo de Federico Carrizo. 
Tras la salida de Carlos Bianchi, el nuevo entrenador, Rodolfo Arruabarrena, decidió ubicar a Nicolás Colazo en el puesto de lateral izquierdo, relegando a Insúa al banco de suplentes. En total, disputó 15 encuentros y convirtió un gol ese semestre. A comienzos de 2015, teniendo en cuenta que el club buscaba un lateral izquierdo, Insúa aceptó dejar el club y emigrar al fútbol europeo.
Luego de una temporada en el Granada C. F. de España, el Udinese de Italia lo fichó a cambio de 2,5 millones de euros. Fue cedido a Newell's Old Boys, y luego, en julio de 2016, a Racing Club por un año con opción de compra. Marcó su primer gol en La Academia ante Olimpo por los dieciseisavos de final de la Copa Argentina. Finalizada la temporada, regresó a Europa y en agosto de 2017 firmó por tres temporadas con Panathinaikos F.C.

## Lesiones y bajas por enfermedad
En noviembre de 2020 se confirmó que había contraído el COVID-19, enfermedad que lo mantuvo al margen durante 11 días.

## Estadísticas

### Clubes
- Actualizado al 15 de septiembre de 2023.

| Club | Div.                | Temporada           | Liga  | Liga  | Liga   | Copas Nacionales(1) | Copas Nacionales(1) | Copas Nacionales(1) | Torneos Internacionales(2) | Torneos Internacionales(2) | Torneos Internacionales(2) | Total | Total | Total  | Media goleadora(3) |
| Club | Div.                | Temporada           | Part. | Goles | Asist. | Part.               | Goles               | Asist.              | Part.                      | Goles                      | Asist.                     | Part. | Goles | Asist. | Media goleadora(3) |
| --- | ------------------- | ------------------- | ----- | ----- | ------ | ------------------- | ------------------- | ------------------- | -------------------------- | -------------------------- | -------------------------- | ----- | ----- | ------ | ------------------ |
| Boca Juniors Argentina | 1.ª                 | 2011-12             | 1     | 0     | 0      | 1                   | 0                   | 0                   | 0                          | 0                          | 0                          | 2     | 0     | 0      | 0,00               |
| Boca Juniors Argentina | 1.ª                 | 2013-14             | 25    | 1     | 6      | 0                   | 0                   | 0                   | —                          | —                          | —                          | 25    | 1     | 6      | 0,04               |
| Boca Juniors Argentina | 1.ª                 | 2014                | 12    | 1     | 0      | 1                   | 0                   | 0                   | 3                          | 0                          | 0                          | 16    | 1     | 0      | 0,06               |
| Boca Juniors Argentina | Total club          | Total club          | 38    | 2     | 6      | 2                   | 0                   | 0                   | 3                          | 0                          | 0                          | 43    | 2     | 6      | 0,04               |
| Godoy Cruz Argentina | 1.ª                 | 2012-13             | 33    | 1     | 0      | 1                   | 0                   | 0                   | —                          | —                          | —                          | 34    | 1     | 0      | 0,02               |
| Godoy Cruz Argentina | Total club          | Total club          | 33    | 1     | 0      | 1                   | 0                   | 0                   | 0                          | 0                          | 0                          | 34    | 1     | 0      | 0,02               |
| Granada C. F. · España | 1.ª                 | 2014-15             | 12    | 0     | 0      | 0                   | 0                   | 0                   | —                          | —                          | —                          | 12    | 0     | 0      | 0,00               |
| Granada C. F. · España | Total club          | Total club          | 12    | 0     | 0      | 0                   | 0                   | 0                   | 0                          | 0                          | 0                          | 12    | 0     | 0      | 0,00               |
| Udinese Calcio · Italia | 1.ª                 | 2015-16             | 0     | 0     | 0      | 1                   | 0                   | 0                   | —                          | —                          | —                          | 1     | 0     | 0      | 0,00               |
| Udinese Calcio · Italia | Total club          | Total club          | 0     | 0     | 0      | 1                   | 0                   | 0                   | 0                          | 0                          | 0                          | 1     | 0     | 0      | 0,00               |
| Newell's Old Boys Argentina | 1.ª                 | 2016                | 15    | 2     | 0      | 1                   | 0                   | 0                   | —                          | —                          | —                          | 16    | 2     | 0      | 0,12               |
| Newell's Old Boys Argentina | Total club          | Total club          | 15    | 2     | 0      | 1                   | 0                   | 0                   | 0                          | 0                          | 0                          | 16    | 2     | 0      | 0,12               |
| Racing Club Argentina | 1.ª                 | 2016-17             | 20    | 0     | 2      | 1                   | 1                   | 0                   | 1                          | 0                          | 0                          | 22    | 1     | 2      | 0,20               |
| Racing Club Argentina | Total club          | Total club          | 20    | 0     | 2      | 1                   | 1                   | 0                   | 1                          | 0                          | 0                          | 22    | 1     | 2      | 0,20               |
| Panathinaikos F. C. · Grecia | 1.ª                 | 2017-18             | 15    | 1     | 1      | 5                   | 0                   | 0                   | —                          | —                          | —                          | 20    | 1     | 1      | 0,05               |
| Panathinaikos F. C. · Grecia | 1.ª                 | 2018-19             | 25    | 2     | 1      | 2                   | 0                   | 0                   | —                          | —                          | —                          | 27    | 2     | 1      | 0,07               |
| Panathinaikos F. C. · Grecia | 1.ª                 | 2019-20             | 20    | 1     | 1      | 3                   | 0                   | 0                   | —                          | —                          | —                          | 23    | 1     | 1      | 0,04               |
| Panathinaikos F. C. · Grecia | Total club          | Total club          | 60    | 4     | 3      | 10                  | 0                   | 0                   | 0                          | 0                          | 0                          | 70    | 4     | 3      | 0,06               |
| A. E. K. de Atenas · Grecia | 1.ª                 | 2020-21             | 13    | 0     | 0      | 0                   | 0                   | 0                   | 6                          | 0                          | 1                          | 19    | 0     | 1      | 0,00               |
| A. E. K. de Atenas · Grecia | Total club          | Total club          | 13    | 0     | 0      | 0                   | 0                   | 0                   | 6                          | 0                          | 1                          | 19    | 0     | 1      | 0,00               |
| Aldosivi Argentina | 1.ª                 | 2021                | 19    | 0     | 2      | 9                   | 1                   | 1                   | —                          | —                          | —                          | 28    | 1     | 3      | 0,03               |
| Aldosivi Argentina | Total club          | Total club          | 19    | 0     | 2      | 9                   | 1                   | 1                   | 0                          | 0                          | 0                          | 28    | 1     | 3      | 0,03               |
| Vélez Sarsfield Argentina | 1.ª                 | 2022                | 8     | 0     | 1      | 10                  | 0                   | 1                   | 0                          | 0                          | 0                          | 18    | 0     | 2      | 0,00               |
| Vélez Sarsfield Argentina | Total club          | Total club          | 8     | 0     | 1      | 10                  | 0                   | 1                   | 0                          | 0                          | 0                          | 18    | 0     | 2      | 0,00               |
| Banfield Argentina | 1.ª                 | 2023                | 21    | 2     | 0      | 17                  | 0                   | 1                   | —                          | —                          | —                          | 38    | 2     | 1      | 0,07               |
| Banfield Argentina | 1.ª                 | 2024                | 15    | 0     | 1      | 15                  | 0                   | 0                   |                            |                            |                            | 30    | 0     | 1      | 0,00               |
| Banfield Argentina | Total club'         | Total club'         | 36    | 2     | 1      | 32                  | 0                   | 1                   | 0                          | 0                          | 0                          | 68    | 2     | 2      | 0,07               |
| Total en su carrera | Total en su carrera | Total en su carrera | 239   |       |        |                     | 2                   | 4                   | 10                         | 0                          | 1                          | 289   | 14    | 20     | 0,04               |
| (1) Incluye Copa Argentina y Copa de Grecia. (2) Incluye Copa Sudamericana y Liga Europa de la UEFA. (3) Media de goles por encuentro. No incluye goles en partidos amistosos. |                     |                     |       |       |        |                     |                     |                     |                            |                            |                            |       |       |        |                    |